# Base aérienne 217 Brétigny-sur-Orge
La base aérienne Brétigny-sur-Orge  est une ancienne base aérienne de l'Armée de l'air française, située au sud de Paris sur les communes de Brétigny-sur-Orge et du Plessis-Pâté, dans le département de l'Essonne. Elle est intégrée aujourd'hui au « Hub drone » de Systematic Paris-Region, un espace destiné aux drones professionnels. Il accueille le Salon Drone Paris Région à partir de septembre 2018. Elle est référencée par la direction générale de l'aviation civile sous le nom de zone réglementée Brétigny-Leudeville (LF R 333).

## Historique
Les premières fondations de la base aérienne 217 sont posées en 1938,. Cette année-là, les autorités décident de construire un camp d'aviation militaire à Brétigny-sur-Orge. Pendant l'occupation, les soldats allemands réalisent les premières infrastructures aéronautiques dont deux pistes en béton, la plus courte étant encore visible de nos jours. Constituant une cible stratégique, elle est sévèrement bombardée par les Alliés.
La guerre à peine achevée, le Centre d'essais en vol (CEV) s'implante sur l'aérodrome en octobre 1945. En 1949 débute la construction de la plus grande piste d'Europe : 3000 mètres de long sur 100 mètres de large. Elle sera le tremplin d'exploits d'aviateurs qui marquèrent le site de leur empreinte : René Leduc, Constantin Rozanoff, Maryse Bastié, Jacqueline Auriol...
En 1962, le Centre national d'études spatiales (CNES) y installe ses services techniques. Le site reçoit la visite du général de Gaulle en 1965. En 1966, un Centre spatial y est créé pour gérer les satellites dès leur lancement et assurer leur suivi sur orbite. Parallèlement à ces activités, le CEV prend de l'ampleur : un laboratoire de médecine aérospatiale y est implanté. Il est équipé d'un caisson d'altitude et d'une centrifugeuse qui permettent d'effectuer des tests physiologiques sur les pilotes d'essais. Le site s'étend alors sur 750 hectares.
Eurocontrol, l'agence de contrôle aérien s'installe ensuite à proximité tout comme l'Institut national de la recherche agronomique. Le site prend donc de l'ampleur et emploie 2 000 personnes, ce qui en fait le premier employeur local.
En 1976, l'Armée de l'air crée la Base aérienne 217 sur l'emplacement laissé libre par le CNES. Cette base, qui ne couvre que 25 hectares, abrite des services variés, mais pas d'activité aérienne. Elle demeurera distincte du CEV jusqu'à l'arrêt des activités aériennes de celui-ci puis prendra la responsabilité de la totalité du site.
En juillet 2008, le gouvernement a décidé de la fermeture à partir de 2011 de cette base (2009 pour le CEV) et de n'y maintenir que le service de santé qui sera renforcé.
Le 26 juin 2012, la cérémonie de dissolution de la Base Aérienne 217 Colonel Félix Brunet s'est tenue sous la direction du général Jean-Paul Paloméros, chef d'état-major de l'armée de l'air.
La base aérienne sert notamment aux entraînements militaires de l'armée pour le défilé du 14 juillet. C’est le cas en 2021.
À partir de 2017, elle devient une zone réglementée temporaire, qui en fait un espace double pour les aéronefs destinés à la sécurité civile et aux drones (modélisme). Ceci est confirmé dans l'arrêté du 16 février 2018.

## Les records de la base aérienne de Brétigny-sur-Orge
- 1946 : Vol du premier avion français à réaction[réf. nécessaire].
- 1948 : Première éjection en plein vol.
- 1949 : Essai du premier hélicoptère français[réf. nécessaire] (Un SNCASE SE.3100 français avait déjà volé le 23 octobre 1948 à la base aérienne 107 Villacoublay).
- 1952 : Le mur du son est franchi pour la première fois avec un avion français.
- 1958 : record d'altitude en hélicoptère établi à 10 984 mètres par Jean Boulet aux commandes d'une Alouette II

## Reconversion
À la suite de la fermeture de la base, 300 des 750 hectares du site sont cédés aux collectivités territoriales qui prévoient d'y développer des activités économiques. Le reste du terrain demeure la propriété de l'État qui y maintient une zone de vie, y développe le centre de l'Institut de recherche biomédicale des armées et conserve une piste comme espace logistique destiné à répondre aux exigences du plan Neptune (organisation des secours en cas de crue de la Seine),.
En juin 2014 s'installe une école de pilotage de drones,. En effet, le pilotage de ces appareils nécessite à la fois des connaissances techniques et réglementaires.
Depuis novembre 2015, la base accueille également le 2e régiment du service militaire volontaire.

### Plaine événementielle
Du 9 au 11 juin 2017, la BA 217 accueille la deuxième édition française du Download Festival, festival de rock et de heavy metal. Elle accueillera la troisième et dernière édition française du festival à ce jour, du 15 au 18 juin 2018.
Du 30 juin au 2 juillet 2017 est censé s'y dérouler le festival AREA 217, avant d'être annulé pour raisons de sécurité par la Préfecture de l'Essonne,.
Entre octobre et novembre 2017, la base accueille le tournage du film d'époque L'Empereur de Paris de Jean-François Richet, sorti en 2018.
En 2019, Maître Gims a profité du décor de l’ancienne base aérienne pour tourner son clip vidéo Miami Vice.
Depuis 2019, 20 hectares sont consacrés à la production de films français, le lieu étant surnommé « Hollywood-sur-Seine ». On pouvait notamment y voir les traces du tournage du film Eiffel (2021), un pied de la tour ayant été reconstruit pour l'occasion.
Le 5 juillet 2019 s'y déroule la première édition de la BA217 Speed Week, un évènement où sont encouragées les tentatives de record de vitesse sur deux-roues motorisées.
Une partie de la base voit s’implanter de nombreux entrepôts et industries, parmi lesquels une usine Bimbo, un entrepôt frigorifique de la STEF ou un entrepôt Amazon.
Les youtubeurs Sylvain Lévy et Pierre Chabrier, qui sont derrière la chaine Youtube Vilbrequin, utilisent souvent cette piste pour le tournage de leur émission Ça fait quoi ?.
Contrainte de déménager en raison de la préparation des Jeux olympiques de 2024, la Fête de l'Humanité y prend ses quartiers à partir de septembre 2022 pour un contrat de dix ans.

### Activité agricole
La Ferme de l'Envol est installée sur 60 hectares et propose des produits frais, bio et de saison. Elle repose sur un modèle économique en société coopérative. Elle s'inscrit dans une démarche agro-forestière.
Des moutons sont installés et un arboretum verra bientôt le jour grâce à l'Atelier Coloco[réf. nécessaire].